# Atletismo nos Jogos Pan-Americanos de 2015 - 200 m masculino
A competição dos 200 m rasos masculino foi um dos eventos do atletismo nos Jogos Pan-Americanos de 2015, em Toronto. Foi disputada no Estádio CIBC de Atletismo Pan e Parapan-Americano entre os dias 23 e 24 de julho.

## Calendário
Horário local (UTC-4).
| Data        | Horário | Fase          |
| ----------- | ------- | ------------- |
| 23 de julho | 11:30   | Eliminatórias |
| 23 de julho | 18:20   | Semifinal     |
| 24 de julho | 17:55   | Final         |

## Medalhistas
| Ouro   | CAN Andre De Grasse |
| Prata  | JAM Rasheed Dwyer   |
| Bronze | PAN Alonso Edward   |

## Recordes
Recordes mundial e pan-americano antes da disputa dos Jogos Pan-Americanos de 2015.
| Tipo                             | Atleta         | Tempo | Local  | Data                 |
| -------------------------------- | -------------- | ----- | ------ | -------------------- |
|                                  | Usain Bolt     | 19.19 | Berlim | 20 de agosto de 2009 |
| Recorde dos Jogos Pan-Americanos | Donald Quarrie | 19.86 | Cali   | 3 de agosto de 1971  |

## Resultados

### Eliminatórias
| Colocação | Bateria | Atleta                  | Nacionalidade                | Tempo | Vento | Notas |
| --------- | ------- | ----------------------- | ---------------------------- | ----- | ----- | ----- |
| 1         | 4       | Andre De Grasse         | CAN Canadá                   | 20.17 | +2.2  | Q     |
| 2         | 4       | Roberto Skyers          | CUB Cuba                     | 20.18 | +2.2  | Q     |
| 3         | 1       | Miguel Francis          | ANT Antígua e Barbuda        | 20.21 | +2.4  | Q     |
| 4         | 3       | Rasheed Dwyer           | JAM Jamaica                  | 20.25 | +1.9  | Q     |
| 5         | 3       | Yancarlos Martínez      | DOM República Dominicana     | 20.30 | +1.9  | Q,    |
| 6         | 4       | BeeJay Lee              | USA Estados Unidos           | 20.34 | +2.2  | Q     |
| 7         | 2       | Alonso Edward           | PAN Panamá                   | 20.39 | +1.6  | Q     |
| 8         | 2       | Bruno de Barros         | BRA Brasil                   | 20.41 | +1.6  | Q,    |
| 9         | 3       | Brendon Rodney          | CAN Canadá                   | 20.43 | +1.9  | Q     |
| 10        | 3       | Reynier Mena            | CUB Cuba                     | 20.45 | +1.9  | q,    |
| 11        | 1       | Wallace Spearmon        | USA Estados Unidos           | 20.49 | +2.4  | Q     |
| 12        | 1       | Aldemir da Silva Junior | BRA Brasil                   | 20.54 | +2.4  | Q     |
| 13        | 4       | Alex Quiñónez           | ECU Equador                  | 20.59 | +2.2  | q     |
| 14        | 1       | Antoine Adams           | SKN São Cristóvão e Neves    | 20.62 | +2.4  | q     |
| 15        | 3       | Rondel Sorrillo         | TTO Trinidad e Tobago        | 20.63 | +1.9  | q     |
| 16        | 1       | Cesar Ramirez           | MEX México                   | 20.64 | +2.4  |       |
| 17        | 4       | Burkheart Ellis         | BAR Barbados                 | 20.70 | +2.2  |       |
| 18        | 1       | Arturo Ramírez          | VEN Venezuela                | 20.74 | +2.4  |       |
| 19        | 2       | Kyle Greaux             | TTO Trinidad e Tobago        | 20.75 | +1.6  | Q     |
| 20        | 4       | Bernardo Baloyes        | COL Colômbia                 | 20.89 | +2.2  |       |
| 21        | 2       | Harold Houston          | BER Bermudas                 | 21.00 | +1.6  |       |
| 22        | 2       | Jason Livermore         | JAM Jamaica                  | 21.02 | +1.6  |       |
| 22        | 4       | Lestrod Roland          | SKN São Cristóvão e Neves    | 21.02 | +2.2  |       |
| 24        | 1       | Elroy McBride           | BAH Bahamas                  | 21.05 | +2.4  |       |
| 25        | 1       | Rolando Palacios        | HON Honduras                 | 21.19 | +2.4  |       |
| 26        | 3       | Gary Robinson           | CRC Costa Rica               | 21.28 | +1.9  |       |
| 27        | 2       | Courtney Carl Williams  | VIN São Vicente e Granadinas | 21.35 | +1.6  |       |
| 28        | 3       | Mark Anderson           | BIZ Belize                   | 22.44 | +1.9  |       |
| 29        | 4       | Yoandry Andujar         | DOM República Dominicana     | DSQ   |       |       |

### Semifinal
| Colocação | Bateria | Atleta                  | Nacionalidade             | Tempo | Vento | Notas           |
| --------- | ------- | ----------------------- | ------------------------- | ----- | ----- | --------------- |
| 1         | 1       | Rasheed Dwyer           | JAM Jamaica               | 19.80 | +2.0  | Q,              |
| 2         | 1       | Wallace Spearmon        | USA Estados Unidos        | 20.03 | +2.0  | Q,              |
| 3         | 1       | Miguel Francis          | ANT Antígua e Barbuda     | 20.05 | +2.0  | Q,              |
| 4         | 2       | Alonso Edward           | PAN Panamá                | 20.09 | +1.0  | Q               |
| 4         | 2       | Roberto Skyers          | CUB Cuba                  | 20.09 | +1.0  | Q,              |
| 6         | 2       | Andre De Grasse         | CAN Canadá                | 20.12 | +1.0  | Q               |
| 7         | 2       | Yancarlos Martínez      | DOM República Dominicana  | 20.22 | +1.0  | q,              |
| 8         | 2       | BeeJay Lee              | USA Estados Unidos        | 20.23 | +1.0  | q               |
| 9         | 1       | Brendon Rodney          | CAN Canadá                | 20.29 | +2.0  |                 |
| 10        | 1       | Reynier Mena            | CUB Cuba                  | 20.32 | +2.0  | Recorde pessoal |
| 11        | 2       | Rondel Sorrillo         | TTO Trinidad e Tobago     | 20.61 | +1.0  |                 |
| 12        | 2       | Aldemir da Silva Junior | BRA Brasil                | 20.65 | +1.0  |                 |
| 13        | 1       | Bruno de Barros         | BRA Brasil                | 20.66 | +2.0  |                 |
| 14        | 1       | Kyle Greaux             | TTO Trinidad e Tobago     | 20.69 | +2.0  |                 |
| 15        | 2       | Alex Quiñónez           | ECU Equador               | 20.81 | +1.0  |                 |
| 16        | 1       | Antoine Adams           | SKN São Cristóvão e Neves | 20.82 | +2.0  |                 |

### Final
Vento: +0.3
| Coocação          | Faixa | Atleta             | Nacionalidade            | Tempo | Noteas               |
| ----------------- | ----- | ------------------ | ------------------------ | ----- | -------------------- |
| Medalha de ouro   | 8     | Andre De Grasse    | CAN Canadá               | 19.88 | Recorde pessoal      |
| Medalha de prata  | 4     | Rasheed Dwyer      | JAM Jamaica              | 19.90 |                      |
| Medalha de bronze | 5     | Alonso Edward      | PAN Panamá               | 19.90 | Recorde da temporada |
| 4                 | 6     | Roberto Skyers     | CUB Cuba                 | 20.02 | Recorde nacional     |
| 5                 | 3     | Wallace Spearmon   | USA Estados Unidos       | 20.11 |                      |
| 6                 | 7     | Miguel Francis     | ANT Antígua e Barbuda    | 20.20 |                      |
| 7                 | 2     | Yancarlos Martinez | DOM República Dominicana | 20.47 |                      |
| 8                 | 1     | BeeJay Lee         | USA Estados Unidos       | 20.74 |                      |

Legenda
| Recorde mundial                  | Recorde mundial (World record)               |                       | Recorde africano                      | Recorde africano (African) |                                           | Q | Classificado por posição (Qualified) |
| Recorde dos Jogos Pan-Americanos | Recorde pan-americano (Pan-American record)  | Recorde da América    | Recorde da América (Americas)         | q                          | Classificado por melhor tempo (Qualified) |   |                                      |
| Melhor marca do ano              | Melhor marca do ano (World leading)          | Recorde asiático      | Recorde asiático (Asian)              | DNS                        | Não largou (Did not start)                |   |                                      |
| Recorde nacional                 | Recorde nacional (National record)           | Recorde europeu       | Recorde europeu (European)            | DNF                        | Não terminou (Did not finish)             |   |                                      |
| Recorde pessoal                  | Recorde pessoal do atleta (Personal best)    | Recorde da Oceania    | Recorde da Oceania (Oceania)          | DSQ / DQ                   | Desclassificado (Disqualified)            |   |                                      |
| Recorde da temporada             | Recorde da temporada do atleta (Season best) | Recorde sul-americano | Recorde sul-americano (South America) | NM                         | Sem marca (No mark)                       |   |                                      |